# Parafia św. Stanisława Kostki w Limanowej-Sowlinach
Parafia pw. św. Stanisława Kostki w Limanowej-Sowlinach – parafia rzymskokatolicka znajdująca się w diecezji tarnowskiej w dekanacie Limanowa. Parafia obejmuje swym zasięgiem Sowliny; część Limanowej oraz Słopnic i liczy w sumie ok. 3000 wiernych.

## Historia
Parafię w 1946 r. erygował ks. bp Jan Stepa, wydzielając ją z parafii w Limanowej. Początkowe nabożeństwa odprawiano w prowizorycznym baraku, który był kilkakrotnie rozbudowywany. Znajdowały się w nim trzy ołtarze. Ołtarz główny poświęcony patronowi parafii posiadał obraz namalowany przez Czesława Lenczowskiego. Już wtedy myślano o budowie nowego kościoła. Jednak ciężkie czasy komunistycznej Polski niemal cały czas przeszkadzały w budowie nowego kościoła i powstaniu nowej parafii. Szczególną uciążliwość władz komunistycznych odczuł ks. Jan Bukowiec – budowniczy kościoła w Sowlinach. Silna wiara miejscowej ludności i pomoc Boża pokonały wrogość komunistów, którzy robili wszystko, aby kościół w Sowlinach nigdy nie stanął. Zezwolenie na budowę kościoła wojewoda sądecki wydał w 1975 roku, a 6 grudnia 1980 r. parafię ponownie erygował ks. bp Jerzy Ablewicz. Kościół budowano przez 13 lat, w tym czasie poprawiały się warunki, w których odbywały się nabożeństwa, najpierw w dolnym, a w końcu w górnym kościele.